# Las Capillas
Las Capillas ist ein kleines Dorf im Nordwesten Argentiniens, 6 km östlich vom Dorf Iruya entfernt, im gleichnamigen Departamento Iruya der Provinz Salta an der Grenze zur Provinz Jujuy. Es liegt am östlichen Hang der Sierra de Santa Victoria auf 4100 m Höhe und ist ganzjährig über eine unbefestigte Straße vom Ort Cóndor aus erreichbar.
Las Capillas gehört zur Finca el Potrero. In dem Ort leben zwölf Familien. Es gibt eine kleine Krankenstation sowie eine Grundschule namens Maria Auxiliadora (escuela Nº 4283) mit einer Lehrerin und 6 Schülern im Alter zwischen fünf und zwölf Jahren. Das Dorf ist nicht an das Stromnetz angeschlossen, verfügt aber über eine kleine Solaranlage zur Beleuchtung und zum Anwärmen von Wasser.